# I Turn to You (песня Мелани Си)
«I Turn to You» (с англ. — «Я обращаюсь к тебе») ― четвёртый сингл Мелани Си c ее дебютного альбома Northern Star. Он был выпущен 7 августа 2000 года в Великобритании и стал вторым синглом певицы, ставшим номером 1 в этой стране. За первую неделю продаж было продано 120 000 копий, а всего в Великобритании было продано свыше 360 000 копий, что делает его 27 самым продаваемым синглом 2000 года. Сингл возглавил чарт Hot Dance Club Play в ноябре 2000 года.
«I Turn to You» также был популярен и в Европе. Сингл также возглавил австрийский сингл-чарт, датский сингл-чарт, голландский Топ-40 и шведский сингл-чарт. Диджей Hex Hector получил премию Грэмми за ремикс к песне.

## Происхождение и запись
Альбомная версия песни была записана в 1999 году. Она была написана Мелани С., Риком Новелсом и Билли Стейнбергом. Песня была выбрана для выпуска в качестве четвертого сингла альбома "Northern Star" сразу после большого успеха сингла номер один "Never Be the Same Again". По словам Мелани, после некоторых обсуждений с руководителями лейбла "Virgin", они решили сделать несколько ремиксов, чтобы посмотреть, как они звучат. Она заявила, что она «сдулась», как только услышала ремикс Hex Hector, поэтому вместе с руководством Virgin решили, что он должен быть выпущен как сингл. Она сказала, что «это просто имело смысл - вся вещь на Ибице, это был летний релиз, было очевидно, что микс Hex Hector будет хитом».

## Критика
Песня получила положительные отзывы, они назвали его одним из лучших сольных синглов среди участниц группы Spice Girls. Журнал Billboard назвал его синглом номер 1 всписке «Girl Group Solo Songs: The 10 Best (Non-Beyonce) Singles of the Modern Era». Газета Daily Record прокомментировала:
Ориентированный на танец, этот трек оживил чарты. Это что-то вроде перехода от girl power к power pop.
Digital Fix сочла песню фантастической.

Журнал Q написал: 
Сегодня мы наслаждаемся Ibiza Mel. Клип, стрижка и движения бесстыдно скопированы у Мадонны. «I Turn to You» ― это милая техно-забава
. Журнал The War Against Silence писал: 
Плотная, сверкающая песня напоминает мне творчество группы Roxette и ранней Пэт Бенатар
.

## Позиции в чартах
Песня "I Turn to You" стала вторым синглом Мелани Си номер один в Великобритании в качестве сольного исполнителя. Также данный трек стал десятым номером британского чарта для Мелани Си в качестве автора песен. Данное достижение сделало ее первой женщиной, попавшей в британские чарты в составе квинтета, квартета, дуэта и сольного исполнителя. С «Holler», Spice Girls последним синглом номер один в Великобритании, Мелани Си стала первой женщиной-автором песен, которая написала как минимум 11 синглов номер один в Великобритании. Мелани С держала этот рекорд до 2005 года, когда Мадонна не достигла своего одиннадцатого номера один с синглом «Hung Up». Благодаря этому событию Мадонна повторила достижение Мелани Си. В 2006 году Мелани потеряла данный рекорд в момент, когда Мадонна достигла своего двенадцатого номера один в Великобритании с синглом "Sorry".

## Список композиций и формат
| - Великобритания CD1 / Тайвань CD1 / ЮАР CD 1. "I Turn to You" (Hex Hector Radio Mix) – 4:13 2. "I Turn to You" (StoneBridge R&B Radio Mix) – 3:37 3. "Never Be the Same Again" (live at MTV) – 4:00 4. "I Turn to You" (video) - Великобритания CD2 / Тайвань CD2 1. "I Turn to You" (Damian LeGassick Radio Mix) – 3:50 2. "I Turn to You" (StoneBridge Club Mix) – 8:30 3. "Be the One" (Live at MTV) – 3:21 - Австралия CD 1. "I Turn to You" (Hex Hector Radio Mix) – 4:11 2. "I Turn to You" (StoneBridge Club Mix) – 8:30 3. "Never Be the Same Again" (recorded live at MTV) – 4:00 4. "I Turn to You" (Hex Hector Club Mix) – 10:29 5. "I Turn to You" (Tilt's Maverick Remix) – 10:13 6. "I Turn to You" (video) - США CD 1. "I Turn to You" (Hex Hector Radio Mix) – 4:13 2. "I Turn to You" (StoneBridge Club Mix) – 8:30 3. "I Turn to You" (Hex Hector Club Mix) – 10:29 4. "I Turn to You" (Tilt's Maverick Remix) – 10:13 | - Европа 2-Track CD 1. "I Turn to You" (Hex Hector Radio Mix) – 4:11 2. "I Turn to You" (StoneBridge Club Mix) – 8:30 - Великобритания 12" Vinyl 1 1. "I Turn to You" (Tilt's Maverick Mix) – 10:13 2. "I Turn to You" (Tilt's Maverick Dub) – 10:13 - Великобритания 12" Vinyl 2 1. "I Turn to You" (StoneBridge Club Mix) – 8:30 2. "I Turn to You" (Hex Hector Club Mix) – 10:29 3. "I Turn to You" (Stonebridge F.F.F Dub) – 6:48 4. "I Turn to You" (Hex Hector Ground Control Dub) – 9:43 - США 12" Vinyl 1. "I Turn to You" (Hex Hector Club Mix) – 10:29 2. "I Turn to You" (Hex Hector Radio Mix) – 4:11 3. "I Turn to You" (StoneBridge Club Mix) – 8:30 - Великобритания Cassette 1. "I Turn to You" (Hex Hector Radio Mix) – 4:11 2. "Never Be the Same Again" (recorded live at MTV) – 4:00 3. "Be the One" (recorded live at MTV) – 3:21 |

## Официальные версии и ремиксы
- I Turn To You (Sampler Version)* — 6:01
- I Turn To You (Album Version) — 5:49
- I Turn To You (Album Edit)** — 4:09
- I Turn To You (Damian LeGassick Radio Mix) — 3:50
- I Turn To You (Hex Hector Club Mix) — 10:29
- I Turn To You (Hex Hector Ground Control Dub) — 9:43
- I Turn To You (Hex Hector Main Club Mix Instrumental)** — 10:29
- I Turn To You (Hex Hector Radio Mix) — 4:13
- I Turn To You (Hex Hector Radio Mix #2) — 4:14
- I Turn To You (Hex Hector The Ambiance)** — 5:13
- I Turn To You (Hex Hector The Echopella)** — 4:49
- I Turn To You (Stonebridge Club Mix Instrumental)** — 8:30
- I Turn To You (Stonebridge Club Mix Radio Edit)** — 3:54
- I Turn To You (Stonebridge Club Mix) — 8:30
- I Turn To You (Stonebridge F.F.F Dub) — 6:48
- I Turn To You (Stonebridge R&B Mix)** — 5:13
- I Turn To You (Stonebridge R&B Radio Mix) — 3:37
- I Turn To You (Tilt’s Maverick Dub) — 10:13
- I Turn To You (Tilt’s Maverick Remix) — 10:13

## Чарты
| Чарты (2000–2001)                       | Пик позиция |
| --------------------------------------- | ----------- |
| Австралия (ARIA)                        | 11          |
| Австрия (Ö3 Austria Top 40)             | 1           |
| Бельгия/Фландрия (Ultratop 50)          | 8           |
| Бельгия/Валлония (Ultratop 50)          | 11          |
| Дания(IFPI)                             | 1           |
| Европа (Eurochart Hot 100)              | 3           |
| Финляндия (Suomen virallinen lista)     | 4           |
| Германия (GfK)                          | 2           |
| Греция (IFPI)                           | 5           |
| Венгрия (Mahasz)                        | 4           |
| Исландия (Íslenski Listinn Topp 40)     | 26          |
| Ирландия (IRMA)                         | 6           |
| Италия (FIMI)                           | 15          |
| Нидерланды (Dutch Top 40)               | 1           |
| Нидерланды (Single Top 100)             | 2           |
| Норвегия (VG-lista)                     | 2           |
| Португалия (AFP)                        | 8           |
| Румыния (Romanian Top 100)              | 5           |
| Шотландия (OCC Scotland)                | 2           |
| Швеция (Sverigetopplistan)              | 1           |
| Швейцария (Schweizer Hitparade)         | 3           |
| Великобритания (OCC UK Singles)         | 1           |
| США (Billboard Bubbling Under Hot 100)  | 14          |
| США (Billboard Dance Club Songs)        | 1           |
| США Hot Dance Singles Sales (Billboard) | 6           |

| Чарт(2000)                                | Позиция |
| ----------------------------------------- | ------- |
| Австралия (ARIA)                          | 48      |
| Австрия (Ö3 Austria Top 40)               | 11      |
| Бельгия (Фландрия)(Ultratop 50 Flanders)  | 42      |
| Бельгия (Валлония) (Ultratop 50 Wallonia) | 45      |
| Европа (Eurochart Hot 100)                | 28      |
| Германия (Official German Charts)         | 14      |
| Нидерланды (Dutch Top 40)                 | 19      |
| Нидерланлы (Single Top 100)               | 11      |
| Румыния (Romanian Top 100)                | 14      |
| Швеция (Sverigetopplistan)                | 7       |
| Швейцария(Schweizer Hitparade)            | 24      |
| Великобритания (Official Charts Company)  | 27      |

## Сертификации
| Регион | Сертификация | Продажи  |
| --- | ------------ | -------- |
| Австралия (ARIA) | Платиновый   | 70 000^  |
| Австрия (IFPI Austria) | Золотой      | 25 000*  |
| Бельгия (BEA) | Золотой      | 25 000*  |
| Германия (BVMI) | Золотой      | 250 000^ |
| Нидерланды (NVPI) | Золотой      | 40 000^  |
| Швеция (GLF) | Платиновый   | 30 000^  |
| Великобритания (BPI) | Золотой      | 400 000  |
| * Данные о продажах приведены только на основе сертификации. · ^ Данные о тиражах приведены только на основе сертификации. · Данные о продажах + прослушиваниях приведены только на основе сертификации. |              |          |

## История релиза
| Страна         | Дата выпуска   |
| -------------- | -------------- |
| Великобритания | 7 августа 2000 |
| США            | 14 января 2001 |